# Левина, Екатерина Александровна
Екатерина Александровна Левина (род. 20 декабря 1976 года) — российский искусствовед, член-корреспондент РАХ (2019).

## Биография
Родилась 20 декабря 1976 года, живёт и работает в Москве.
В 1999 году — окончила Московский городской педагогический университет по специальности «История», в 2005 году — окончила Академию переподготовки работников искусства, культуры и туризма по специальности «Искусствоведение. Теория и история искусства».
С 2000 года — работает в Российской академии художеств, с 2019 года — заместитель начальника Управления по музейной и выставочной деятельности РАХ, за годы работы приняла участие в создании экспозиций более 200 академических выставочных проектов.
В 2019 году — избрана членом-корреспондентом Российской академии художеств от Отделения искусствознания и художественной критики.